# 中华人民共和国宪法修正案 (2018年)
《中华人民共和国宪法修正案》是现行《中华人民共和国宪法》（八二宪法）的第五个修正案，由中国共产党第十九届中央委员会提出，并在吸收第十三届全国人大代表补充提案下，于2018年3月11日经第十三届全国人大第一次会议表决通过，同日公布施行。
修正案内容包括赋予设区的市地方立法权、设立国家监察机关、取消国家主席和国家副主席任期限制及從憲法層面上确立宪法宣誓制度等事项，共21条。其中的第十四項修宪建议刪除国家主席、副主席「连续任职不得超过两届」的限制，引起國際關注。

## 历程

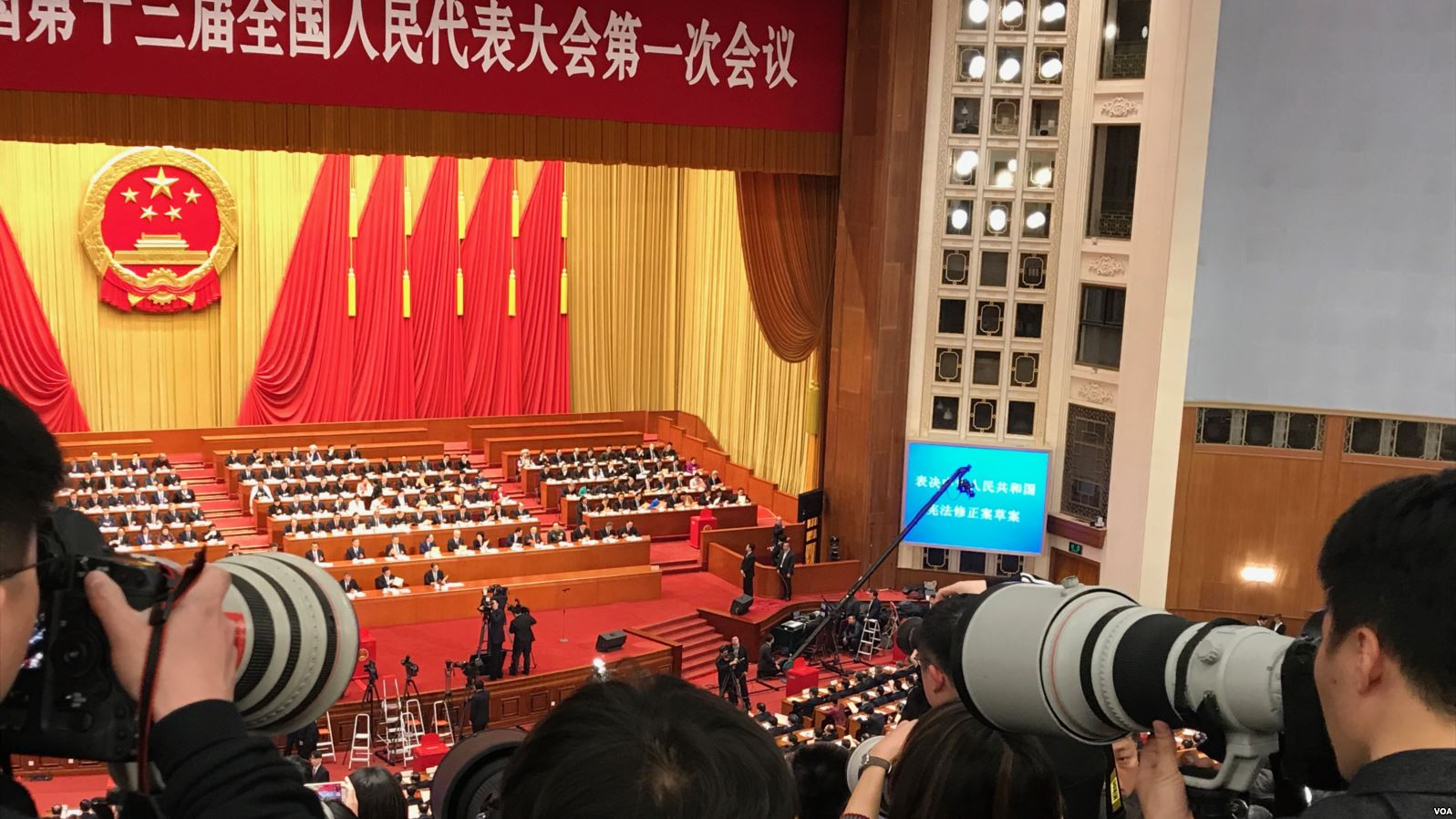
第十三届全国人民代表大会第一次会议第三次全体会议表决通过中华人民共和国宪法修正案草案。

2017年9月29日，中共中央总书记习近平主持召开中共中央政治局会议，决定启动宪法修改工作。为此，决定成立宪法修改小组，在中共中央政治局常委会领导下开展工作，由张德江任组长，栗战书、王沪宁任副组长。
12月27日，习近平主持召开中共中央政治局会议，决定2018年1月召开中共十九届二中全会，讨论研究修改宪法部分内容的建议，系首次正式向外界透露中共已启动修改宪法工作。
2018年1月18日至19日，中共十九届二中全会召开，全会审议通过《中国共产党中央委员会关于修改宪法部分内容的建议》。会议公报首次向外界表明习近平新时代中国特色社会主义思想将被写入宪法。
1月26日，中共中央向全国人大常委会提交《中国共产党中央委员会关于修改宪法部分内容的建议》。1月30日，十二届全国人大常委会第三十二次会议全票通过以中央修宪建议为基础拟订的《中华人民共和国宪法修正案（草案）》，并决定提请十三届全国人大一次会议审议。
2月25日，新华社受权播发《中国共产党中央委员会关于修改宪法部分内容的建议》，修改宪法的具体内容首次正式向外界披露。此时距表决间隔时间不足半月，湖北省人大代表张辉表示公众未参与过宪法修正案讨论，自己前往北京后也未与公众讨论，只进行了多次学习、磋商和审议，宪法修正案由人大常委会定夺。
3月5日，第十三届全国人民代表大会第一次会议开幕。当日上午，全国人大常委会副委员长兼秘书长王晨作了关于中华人民共和国宪法修正案草案的说明。3月6日，新华社受权播发《中华人民共和国宪法修正案（草案）》（摘要）。
3月9日，第十三届全国人民代表大会2952名代表，提出了对《宪法修正案（草案）》的补充修改内容，将“法律委员会”的名称修改为“宪法和法律委员会”。大会主席团秘书处决定，在宪法修正案草案第四十四条中增加一款，把补充修改内容作为第二款加入。3月11日下午，代表大会第三次全体会议投票表决通过中华人民共和国宪法修正案草案。15时52分，大会主持人宣布宪法修正案通过。现场收到赞成票2958张，反对票2张，弃权票3张，无效票1张。3月11日晚间，新华社受权播发《宪法修正案》全文。14日，报道称修正后的《宪法》单行本及宣誓本已由人民出版社出版并在全国新华书店发行。21日晚间，新华社受权播发修正后的《宪法》全文。

## 主要修正内容
- 宪法序言增写「科学发展观」、「习近平新时代中国特色社会主义思想」及「富强民主文明和谐美丽的社会主义现代化强国」字样。[25]
- 宪法正文确认中国共产党的领导地位，宪法第一条第二款后增写一句：「中国共产党领导是中国特色社会主义最本质的特征」。
- 确立宪法宣誓制度，宪法第二十七条增加第三款：“国家工作人员就职时应当依照法律规定公开进行宪法宣誓。”
- 调整全国人大专门委员会设置，将“全国人大法律委员会”改为“全国人大宪法和法律委员会”。
- 取消国家主席和国家副主席的连任限制，宪法第七十九条第三款删除「国家主席、副主席连续任职不得超过两届」，[26]但国家主席的职权并未得到增减，国务院总理、全国人大常委会委员长等国家领导人职务的连任限制也没有取消[27]。
- 正式赋予设区的市地方立法权，宪法第一百条增加第二款：“设区的市的人民代表大会和它们的常务委员会，在不同宪法、法律、行政法规和本省、自治区的地方性法规相抵触的前提下，可以依照法律规定制定地方性法规，报本省、自治区人民代表大会常务委员会批准后施行。”
- 确定增设国家监察机关，宪法第三章「国家机构」中增加一节，作为第七节「监察委员会」。另外为针对监察委员会设立，修改宪法相应条文。之后，现有的监察部、国家预防腐败局和最高检反贪总局、渎职侵权检察厅、职务犯罪预防厅相应地遭到撤销[28]。

## 后续影响
2023年3月10日，习近平在十四届全国人大一次会议上以全票第三次当选为中华人民共和国主席，是中华人民共和国历史上第一位任期超过十年的国家主席，任期超越包括毛泽东在内的历任国家主席。

### 言论控制
宪法修正案提出后，大量中国网民在互联网上发表讽刺内容以表达反对意见。其中多数反对意见都被扼杀，一些批评人士遭到拘留。在此期间，审查人员和执法者加班，对公众批评进行打压乃至消灭。一些公开嘲笑或批评习近平修宪人遭到了中共当局的拘留或审问。
武汉活动人士黄芳梅制作了一段视频，其中显示一群人一边喊着“请注意，倒车”，一边将一个坐在椅子上的人往后拉。其寓意习近平修宪会让中国在历史中倒退。黄芳梅因此被拘留。
湖南冷水江市司法局命禁止当地律师和律师事务所收反对修宪，要求“所有律师事务所和每一名律师高度重视与党中央保持一致”，否则会被吊销执业资格。各个大学教授也遭到警告，要求不得与学生讨论关于修宪的问题。安徽的前检察官沈良庆在社交媒体上批评取消任期限制的决定，因此遭短暂拘留。释放后，他在Twitter上表示已回家，“电脑手机都被没收了，”“二十多个小时没睡觉。”
清华大学法学院5字班学生在3月7日非官方女生节当天对修宪进行了讽刺，挂出条幅“爱你没有限期，如果有，那就把它删掉。”这些条幅后来被迅速取下，最早发布此信息的知乎也被封禁。
問答平台知乎的移动客户端被北京市互联网信息办公室从应用商店上予以下架整改，風傳媒及明鏡網认为事件与修宪有关。

## 社会评价

### 支持
新华网、人民网、环球网、《解放军报》、《人民公安报》、《检察日报》等媒体报道指中国大陆各级政府机关纷纷表态拥护本次宪法修正案。多家媒体则引述多地干部群众意见指引述支持修宪的观点认为，修改宪法“有重大现实意义和深远历史意义”，“有助于推动宪法与时俱进、完善发展”。宪法修正“将会使我国的宪法具有更高的权威性”、“必要、及时”、“符合国家事业发展需要、顺应人民意愿”。针对监察委员会的设立，评论指“设立监察委员会提供宪法依据，将会对推进全面依法治国、全面从严治党起到巨大促进作用”。港區全國人大代表葉國謙认为，宪法修正案「改動合理」。港區全國人大代表鄭耀棠则称「修訂反映人民意志」。香港工會聯合會會長林淑仪指出，「取消限制是變得更靈活，因最終連任多少屆都是人民意願」。
中国大陆媒体对删除国家主席任期限制作了解释，並多次駁斥所謂「終身在任」的說法。2018年3月1日，《人民日报》发表文章，表示“党的总书记、党的中央军委主席、国家中央军委主席、国家主席的任职规定保持一致，是符合我国国情、保证党和国家长治久安的制度设计”。《環球時報》引述權威解读表示，任期限制取消不代表恢復領導幹部終身制，而是要保持並完善「三位一體」的領導機制。环球时报还说，支持修憲既是理性也是信仰。3月1日，《人民日报》发文说，修改国家主席任职规定，是着眼于健全党和国家领导体制，在宪法上作出制度安排。这一修改不意味改变党和国家领导干部退休制，也不意味领导干部职务终身制。全國港澳研究會副會長劉兆佳表示，通過修憲刪除國家主席任期限制，是希望提升國家主席在從事外交活動時的地位，強化習近平的核心地位。不過他認為該項修訂並非最重要，因為中國政治架構中最重要的職位並非國家主席，而是中共總書記和中央軍委主席。3月4日，十三届全国人大一次会议新闻发布会上发言人张业遂回答记者提问说：“中国共产党党章对党的中央委员会总书记、党的中央军事委员会主席，宪法对中华人民共和国中央军事委员会主席，都没有作出‘连续任职不得超过两届’的规定。宪法对国家主席的相关规定，也采取上述做法，有利于维护以习近平同志为核心的党中央权威和集中统一领导，有利于加强和完善国家领导体制。”次日，全国人大常委会副委员长王晨对宪法修正案草案进行说明。当他讲到删去国家正副主席任期“连续任职不得超过两届”的规定时，现场响起热烈的掌声。这是现场人大代表和政协委员在王晨开始做说明后，首次鼓掌。在王晨完成介绍关于国家主席任职规定的修改后，全场再次响起掌声。这也是说明过程中，除开头和结尾外仅有的两次掌声。《南方周末》评论认为，监察委的设立，是高压反腐的机制化、常态化。
美国总统唐纳德·特朗普对该修正案明确表明支持，他表示：“不要忘了，中国很伟大，习主席也是个伟大的人。”“他现在是终身主席了。终身主席。他很棒。你们看，他可以这样做，或许我们哪天也可以试试看（效法）。”“他是百年来最有权力的领导人……中国百年来最有权力的人。当我去那里访问时，他待我们极好。”
此外，俄罗斯新闻社、塔斯社、巴西红网、古巴辩论网、哈萨克斯坦实业报的评论指，修正案反应了民意，顺应时代发展，有助于帮助中国建设为世界强国，对社会也有有利影响。日本公明党参议院干事长西田实仁对宪法序言新增“坚持和平发展道路”和“推动构建人类命运共同体”的表述表示支持，他认为这份“呼应世界和平发展要求的重要指针，表明中国有着为人类共同命运作出贡献的强烈意识”。对于宪法修正案将“健全社会主义法制”的表述改为“健全社会主义法治”，中南财经政法大学教授徐汉明表示支持，他认为“一字之变，蕴意深远”，并指中国的法治建设将使得国家治理体系和治理能力现代化实现重大飞跃的目标得到最终实现。辽宁大学法学院院长杨松认为修正案对地方立法权的完善是宪法修改建议的一个亮点。港区人大代表叶国谦评论指出，宪法修正案为中国政府执政提供了强有力的政治和制度保障，有助于中国集中力量发展经济。而监察委员会的设立也为中国政府深入打击腐败提供了支持。全國港澳研究會副會長劉兆佳表示，通過修憲刪除國家主席任期限制，是希望提升國家主席在外交時的地位，強化習近平的核心地位。不過他認為該項修訂並非最重要，因為中國政治架構中最重要的職位並非國家主席，而是中共總書記和中央軍委主席。

### 反对
许多中國境外的媒体和民众对本次宪法修正案表达不满或持負面評價，基本集中在取消国家主席和副主席任期限制上。修宪以后，现任领导人习近平担任的中共中央总书记、国家主席、中央军委主席职务没有连任限制，为其不限次数连任铺平道路。
香港《明報》、英國廣播公司中文網、美國之音、《紐約時報》及德國之聲评论认为，本次宪法修正案「是對鄧小平努力推動和建立的廢除幹部領導職務終身制並建立任期制的破壞和打擊」，削弱集体领导模式的制衡能力，同时可能会重新发生文革时期的个人崇拜等问题。台湾《苹果日报》、三立新闻、聯合新聞網及英国广播公司、美国自由亚洲电台、《纽约时报》等引述中国大陆网民言论批评此次修宪。台湾《中國時報》報導稱绿营意見認為此舉與同台灣戒嚴時期做法一樣，令人反感。美国《纽约时报》和英国广播公司批评该修正案是邓小平时代提出的「废除干部领导职务终身制」的结束和回归毛泽东时代的领导人终身制。法国国际广播电台等媒體則以「習皇帝」來形容此刪除任期限制的事件。台湾苹果日报批评指，全国人大「將习近平新时代中国特色社会主义思想寫入中國大陆憲法」，是为了延續毛澤東時代鞏固權力核心。香港《东方日报》表示，邓小平主政后推动废除干部领导职务终身制，废除中共党主席制，设立没有实权的“虚位”国家主席，实行集体领导，制定国家领导职务的任期制，江泽民和胡锦涛两代领导人都有执行有关规定。問答平台知乎的移动客户端被北京市互联网信息办公室从应用商店上予以下架整改，風傳媒及明鏡網认为事件与修宪有关。法国国际广播电台指出，由于目前社会主义国家中，古巴、越南、老挝的国家领导人都有连任次数限制；如果该修正案获得通过，中国将成为朝鲜外，另一个领导人可以有机会终身任职的社会主义国家。美國有線电视新聞網指称“加冕典禮和一個全新的獨裁時代來臨”。
美国南加州大學美中學院主任杜克雷接受英国广播公司中文网採訪時認為，今次修憲並「不是這麼大的一件事」，他解釋称，「黨總书记、軍委主席的職務更為重要，但沒有任期限制，今次取消任期限制的是國家主席，相當於一個儀式頭銜」。但杜克雷不贊成中國把權力集中在個別人士身上。他認為，一個擁有全權的領袖或只聽從少數人的意見，可能會誤判形勢，增加了不穩定的風險。密西根州立大學政治學者埃莉卡·弗朗茲批评指，一人統治會做出不明智政策抉擇，包括在外交政策上挑釁和可能爆發戰爭。香港評論員劉銳紹称，“習近平目前權傾朝野，黨內外無人能匹敵，但他走政治回頭路，恐使黨內高層潛在不滿；一旦發生大型民亂或經濟破滅，或會出現管治突然崩裂的情況”。台灣中央社分析指，“這意味中國重回強人時代，也進一步證明全球民主倒退”。英國《卫报》引述北京大学教授賀衛方批评指，「如果一國憲法可以依據最有權力的人之意修改，這部憲法就不是真正的憲政大法。」英國牛津大學中國大陸中心研究人員喬治馬格納斯表示：「我們認為自由民主制是常態，顯然並非如此。因為，在整個人類歷史中，就國際秩序而言，民主存在的時間並沒有如此之久。由不開明領導人掌控的政權，排斥伴隨我們成長的那種民主模式」。另有民運人士王丹、嚴家其、王軍濤等16人聯合发表声明对事件作出批評。武汉民运人士黄芳梅制作视频，寓意习近平修宪会让中国在历史中倒退。
美国《纽约时报》报导称，许多自由派的知识分子及官员私下对修宪案表示担心。美国《纽约时报》批评中国政府压制反对修宪的言论，并指武汉民运人士黄芳梅、安徽前检察官沈良庆及湖南冷水江市的律师团体被当局要求停止公开发表反对修宪的言论。中共中央党校党建教研部前教授蔡霞于2020年表示：“我个人的看法……从修宪开始，我们可以看到这个党事实上已经是政治僵尸，明摆着修宪从党内程序上它就是不合法的，绑架了十八届三中全会，在三中全会前的两天抢着抛出取消任期制的说法，迫使三中全会像咽狗屎一样咽下去，三中全会那么多中央委员，居然没有一个人敢在三中全会上把这个问题提出来，所以这个党本身已经是一个政治僵尸。”
2018年4月，英国《金融时报》报道，习近平本人也反對修改任期限制，在会见外国政要和中国官员时他曾经解释，他“个人反对”终身制，但修宪废除国家主席连任限制，是因为中共中央总书记和中央军委主席这两个实权职务都没有限制连任次数，为了避免他担任的三个职务之间存在任期冲突才推动修宪。不过习近平没有说明他会不会意圖担任第三届或者更长任期的总书记和国家主席。

### 其他
美国白宫新闻发言人莎拉·桑德斯说：“那是中国怎样对自己国家才最好的决定。但是，正如你所知，特朗普总统在竞选活动中多次谈到了任期限制，这是他在美国支持的事情。但那一个决定，将取决于中国。”美国国务院发言人希瑟·诺尔特说：“我们相信强有力的机制比领导人个人更为重要。推动人权与民主治理是美国外交政策的核心。这是一个稳定、安全和运作良好的社会的核心基础。”
美國總統特朗普于2019年4月2日在共和黨全國委員會年會上評論，以國王形容得到取消限制後的習近平：“我在中国发表演讲，习近平主席是个强人。我称呼他为国王。他说，但我不是国王，我是主席。我说不对，你是终身主席，所以你是国王。他说‘嗯’。哈，他喜欢我叫他为国王。我和他相處得很好。”（I was in China making a speech, President Xi who is a strongman, I call him King, he said but I am not King I am President, I said no you're President-for-life, and therefore the King. He said huh, huh, he liked that. I call him King, I get along with him.）
中華民國總統府發言人黃重諺表示，已注意到相關訊息，會持續關注，但不評論其他政權的相關訊息。前中華民國總統馬英九在東吳大學演講時表示，大陸的政治體系是黨總書記最重要，國家主席並非那麼重要，對實際權力運作沒有差別，黨才最重要。他並非贊成，只是要了解對方的體系，再進行觀察。